# ヴィクトリア・マリノヴァ
ヴィクトリア・マリノヴァ（ビクトリア・マリノバ、ブルガリア語: Виктория Маринова、1988年8月19日 - 2018年10月6日）は、ブルガリアのジャーナリストである。
地方テレビ局TVNで時事問題に関する番組を担当、実業界や政界の有力者らが関係する欧州連合資金不正利用疑惑を取り上げていた。2018年10月6日、同国北部ルセで遺体で発見され、翌10月7日ブルガリア当局は彼女が強姦され殺害されたことを明らかにした。